# Lepanus pygmaeus
Lepanus pygmaeus là một loài bọ cánh cứng trong họ Bọ hung (Scarabaeidae).